# Departamento Rawson (San Juan)
Rawson es un departamento de la provincia de San Juan, ubicado al centro sur de la misma, aproximadamente al centro oeste de Argentina.
Este departamento posee 300 km², ocupando el 14.º puesto con respecto a los demás departamentos, donde se desarrolla un paisaje urbano, en el cual residen más de 110.000 habitantes según el censo de 2010, pero se estima que actualmente esa cifra se elevó a más de 300.000 habitantes, sustentados económicamente, en forma mayoritaria en actividades terciarias de todo tipo, cuya zona recibe el nombre de Componente Rawson formando el aglomerado del Gran San Juan. El resto de sus superficie esta ocupada, en forma mayoritaria, por un paisaje rural, donde su población se distribuyen en forma dispersa dedicada a la producción de cultivos frutihortícolas.
Rawson se destaca por ser el departamento más poblado de dicha provincia, cuya ciudad cabecera: Villa Krause es la segundo centro o núcleo con equipamiento e infraestructura de servicios en importancia, después del zona central de la ciudad de San Juan dentro de la nombrada área metropolitana.
El mismo fue creado el 4 de septiembre de 1942 en el marco de la aprobación de una Ley Provincial.

## Historia
Los antecedes del departamento Rawson se remontan a principios del siglo XX con la creación de Villa Krause a partir de la iniciativa privada de Domingo Krause. Krause adquirió dichas tierras (175 ha) en un remate, donde construyó una finca a la que llamó “Buen Retiro”. En ese momento la finca se ubicaba en territorio que por entonces pertenecía al Departamento Pocito.
Con la finca, y su decisión de radicarse en San Juan, Krause comenzó su proyecto de crear allí una villa. Los terrenos estaban dedicados al pastoreo, pero tenían una ventaja: eran un lugar por donde pasaba la Ruta Nacional N.º 40, una de las primeras vías de acceso a la Ciudad de San Juan desde el sur. Recién en 1919 una ley provincial oficializó la creación de la Villa Augusto Krause.
El departamento Rawson se crea el 4 de septiembre de 1942, mediante la aprobación de una Ley Provincial 867, que establecía dividir a San Juan en diecinueve departamentos. El mismo se conformó con parte de los territorios del desaparecido departamento de Trinidad y del actual departamento Pocito. Asimismo se estableció a Villa Krause como localidad cabecera.
Legislaciones posteriores de los años 1949, 1959 y 1973 definieron los límites que no variaron de los establecidos en el año de creación.

La población del departamento se incrementó después del terremoto de 1944, ya que muchas familias se mudaron a las zonas circundante a la villa cabecera, por ser Rawson uno de los menos afectados por el sismo. Este crecimiento demográfico y de concentración hizo que el 15 de noviembre de 1984, se declarase Ciudad de Rawson al Departamento, y que se considere actualmente parte del conglomerado urbano denominado Gran San Juan.
A partir del año 2008, cualquier habitante de la zona urbana de Rawson, podrá acceder a internet banda ancha, inalámbrico, las 24 horas, en forma totalmente gratuita, gracias a un proyecto de la municipalidad departamental. De esta manera, Rawson será el primer departamento en la provincia en darle a la gente el servicio de internet gratis en sus hogares y comercios, incluso en el país no se conocen casos como este.

### Toponimia
El Departamento se denomina Rawson en homenaje al Doctor Guillermo Rawson, científico y médico higienista de renombre, nacido en la provincia, fundador de la Cruz Roja y Ministro del Interior durante la Presidencia de Bartolomé Mitre.

## Geografía
El departamento Rawson posee un territorio con un superficie de 300 km² donde habitan más 110.000 habitantes. En dicho territorio es posible evidenciar un ambiente con alto grado de modificación o alteración por las diversas actividades llevadas a cabo por el hombre. En esta jurisdicción se pueden delimitar espacios urbanos con altas densidades demográficas y ambientes rurales con población dispersa dedicada a actividades agrícolas intensivas.

### Localización y límites

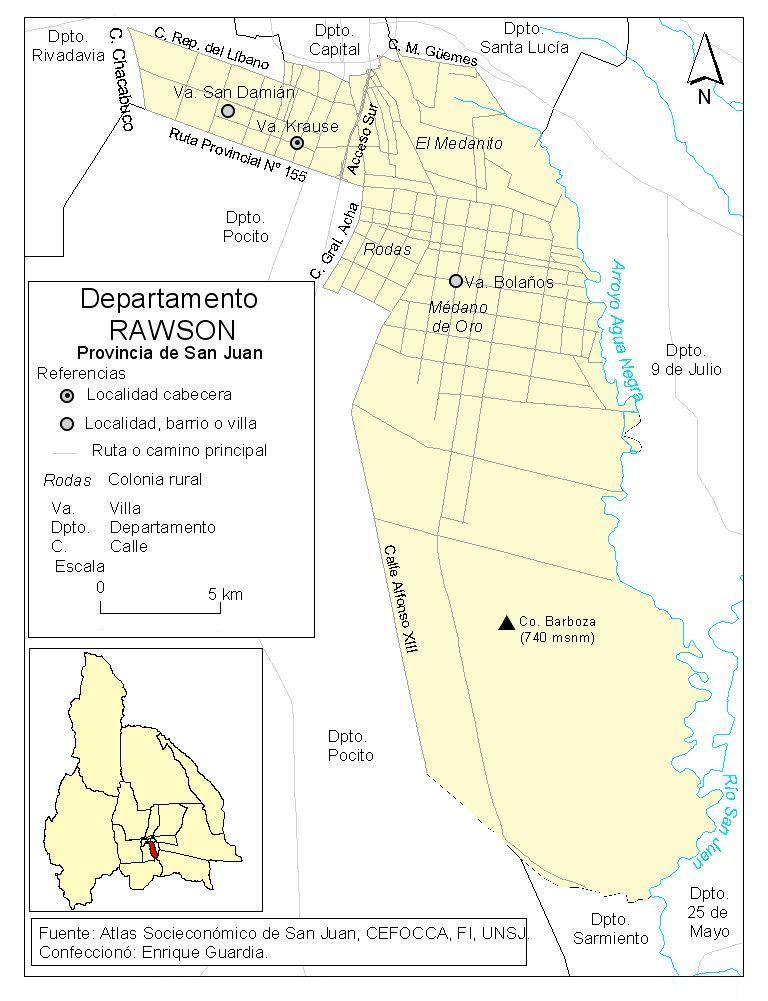
Mapa del departamento.

Rawson está emplazado en el centro sur provincia de San Juan, en el centro oeste del Valle del Tulum, casi al centro oeste de Argentina. Asimismo se sitúa entre los paralelos de: 31° 49' 56 y 31° 33' 34 de latitud Sur, y los meridianos de: 68° 36' 10 y 68° 23' 12 de longitud Oeste.
La delimitación de Rawson se trazo en el año 1942 en el marco de la aprobación de una Ley Provincial. Para ello se utilizaron elementos artificiales como: calles y Rutas Provinciales, y elementos naturales como es el caso del Arroyo Agua Negra y el Río San Juan.
Los límites que conforman al departamento son:
- Límite norte: Calle República del Líbano (entre Calle Chacabuco y Avenida Paula A. de Sarmiento); Avenida Paula A. de Sarmiento (entre Calle República del Líbano y Calle Comandante Cabot); Calle Comandante Cabot (entre Avenida Paula A. de Sarmiento y Calle General Acha); Calle General Acha (entre Calle Comandante Cabot Calle Nicanor Larrain); Calle Nicanor Larrain (entre Calle General Acha y Calle Abrahan Tapia); Calle Abrahan Tapia (entre Calle Calle Francisco Villagra y Calle Nicanor Larrain); Calle Francisco Villagra (entre Calle Abrahan Tapia y Calle Estados Unidos); Calle Estados Unidos (entre Calle Francisco Villagra y Calle Vicente López y Planes); Calle Vicente López y Planes (entre Calle Estados Unidos y Calle Argentina); Calle Argentina (entre Calle Vicente López y Planes y Avenida de Circunvalación; Avenida de Circunvalación (entre Calle Argentina y Calle Saturnino Sarassa); Calle Saturnino Sarassa (entre Avenida de Circunvalación y Calle Tahona); Calle Tahona (entre Calle Saturnino Sarassa y Calle Martín Güemes); Calle Martín Güemes (entre Calle Tahona y Calle Belgrano) y Calle Belgrano (entre Calle Martín Güemes y Arroyo Agua Negra).
- Límite Sur: Calle Agustín Gómez o Ruta Provincial 155 (entre Calle Chacabuco y Calle General Acha) y el Dren Centenario (entre Calle Alfonso XIII y el Río San Juan.
- Límite este: Calle General Acha (entre Ruta Provincial 155 y Calle 8); Calle 8 (entre Calle General Acha y Calle Tascheret; Calle Tascheret (entre Calle 8 y Calle Las Mercedes; Calle Las Mercedes (entre Calle Tascheret y Calle Alfonso XIII) y Calle Alfonso XIII (entre Calle Las Mercedes y Dren Centenario).
- Límite oeste: Arroyo Agua Negra (entre Calle Belgrano y la desembocadura de dicho arroyo en el Río San Juan) y el Río San Juan (entre la desembocadura del Arroyo Agua Negra hasta la desembocadura del Dren Centenario en dicho río).

A su vez, Rawson limita con otros departamento de la provincia los mismos son:
- Al norte con los departamentos de: Santa Lucía, Rivadavia y Capital
- Al sur con los de: Pocito y Sarmiento
- Al este con el de Pocito
- Al oeste con 9 de julio y 25 de mayo

### Ambiente

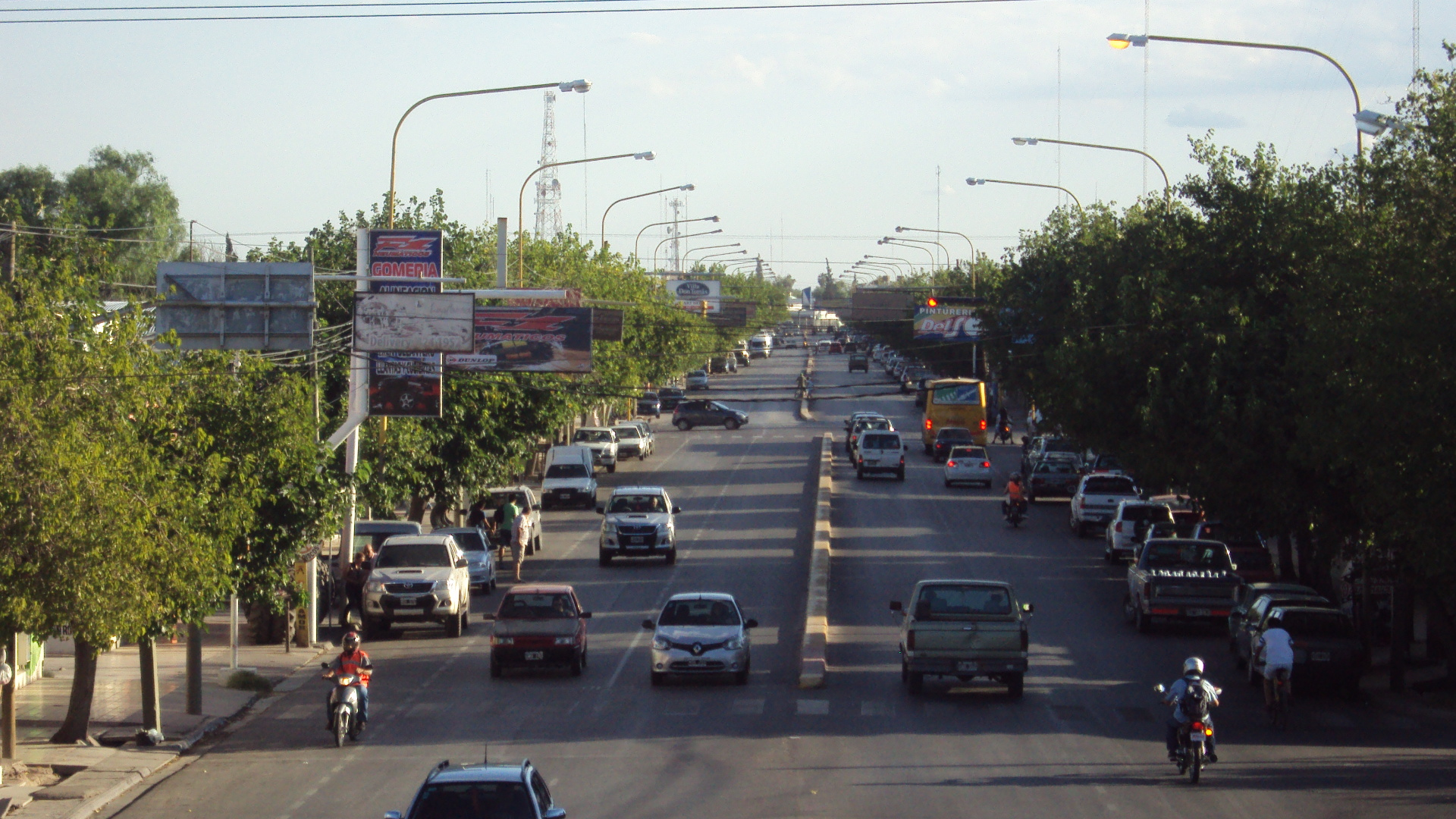
Avenida España.

El territorio de Rawson se emplaza sobre un depresión de origen tectónico rellenada con sedimentos aluvionales, atravesada por un curso hídrico superficial permanente (Río San Juan), producto de la fusión glaciar y nival en el macizo Andino (Valle del Tulum).
En el departamento prima el relieve llano con una pendiente general de noroeste-sureste muy suave, a excepción del área sur donde se localiza un cuerpo montañoso (Cerro Barboza o también denominado Cerrillo Barboza). El mismo presenta un escaso desarrollo espacial y apenas supera los 700 m s. n. m.; este se trata de un relicto precámbrico perteneciente a las Sierras Pampeanas producto de una fractura y posterior elevación de corteza generada por la influencia de la orogenia que originó la Cordillera de los Andes.

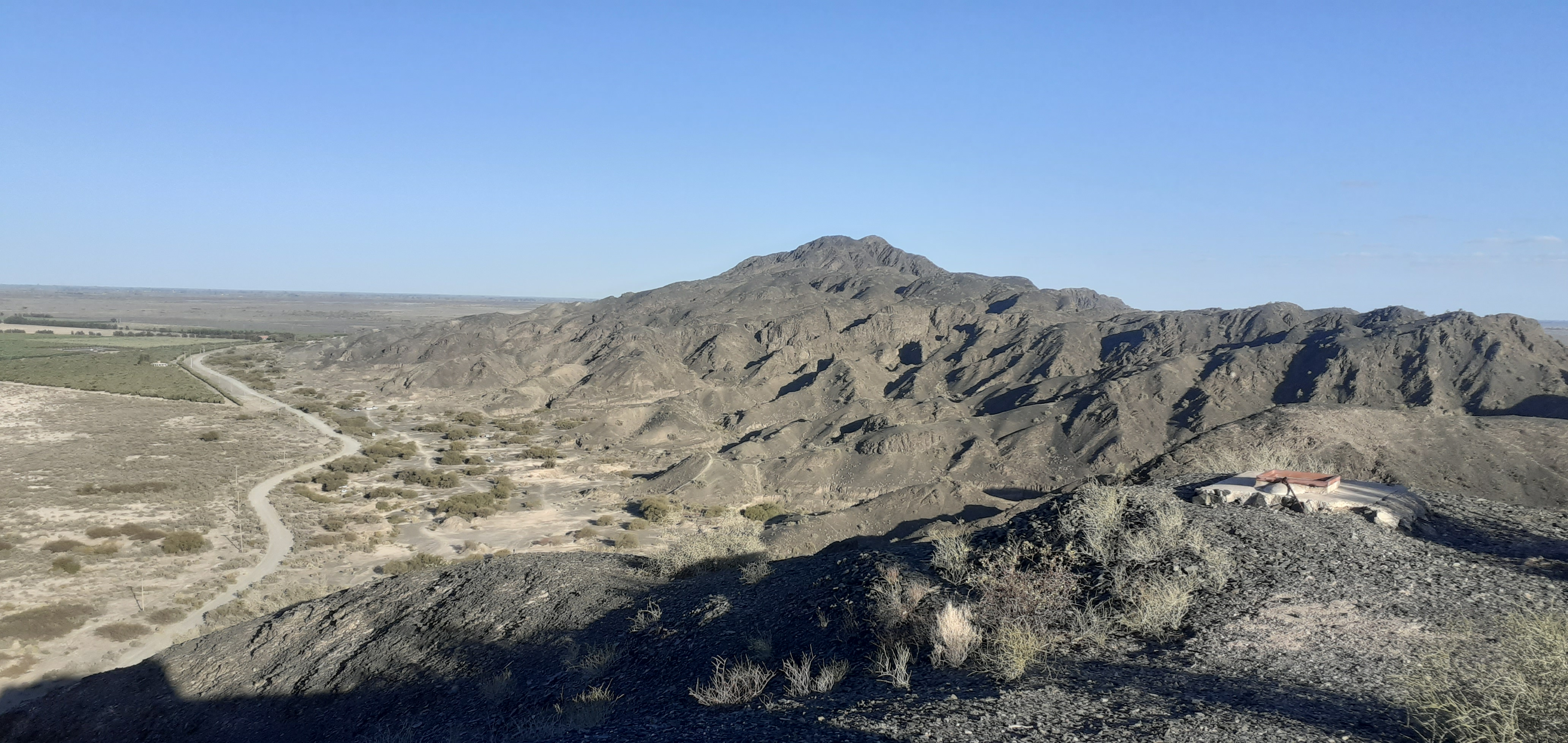
Cerro Barboza.

La abundancia y la considerable altura de cuerpos montañosos (Cordillera, Precordillera) que rodean al territorio rawsino sumado a la alta continentalidad (distancia existente al océano) obtaculiizan el ingreso de frentes nubosos oceánicas, lo que genera un clima seco, donde las precipitaciones no superan los 100 mm anuales. Teniendo en cuenta a la latitud en la que sitúa, Rawson, presenta un clima templado con temperaturas promedio de 28 °C en el verano y 10 °C en el invierno, aunque con gran amplitud térmica diaria.
Los suelos, en general, son azonales, puesto que son de origen aluvional y son muy poco evolucionados con canto rodado en superficie. Estos priman en zona sureste y noroeste, mientras que en la zona noreste (Colonia Rodas, Colonia Médano de Oro y El Medanito) existen suelo zonales con alto contenido orgánico y elevado nivel de productividad agrícola. Los mismos son consecuencia de un frecuente alto nivel de la freática que en ocasiones aflora en superficie, dando origen por ejemplo al Arroyo Agua Negra, o asciende por capilaridad salinizando al suelo.
400px|thumb|Cerro Barboza.
Como se dijo con anterioridad, la zona noreste presenta suelos con elevada humedad, producto de nivel freático alto, posibilitando la propagación de flora hidrófita, como la totora o el carrizo, incorporando un alto contenido de materia orgánica (Turba). Cuando el nivel freático desciende, la turba comienza un proceso de secado, que junto al agrietamiento del suelo y los incendios en superficie realizados como parte de las prácticas agrícolas, se generan incendios subterráneos afectando gravemente la capacidad de soporte del suelo y generando contaminación del aire.

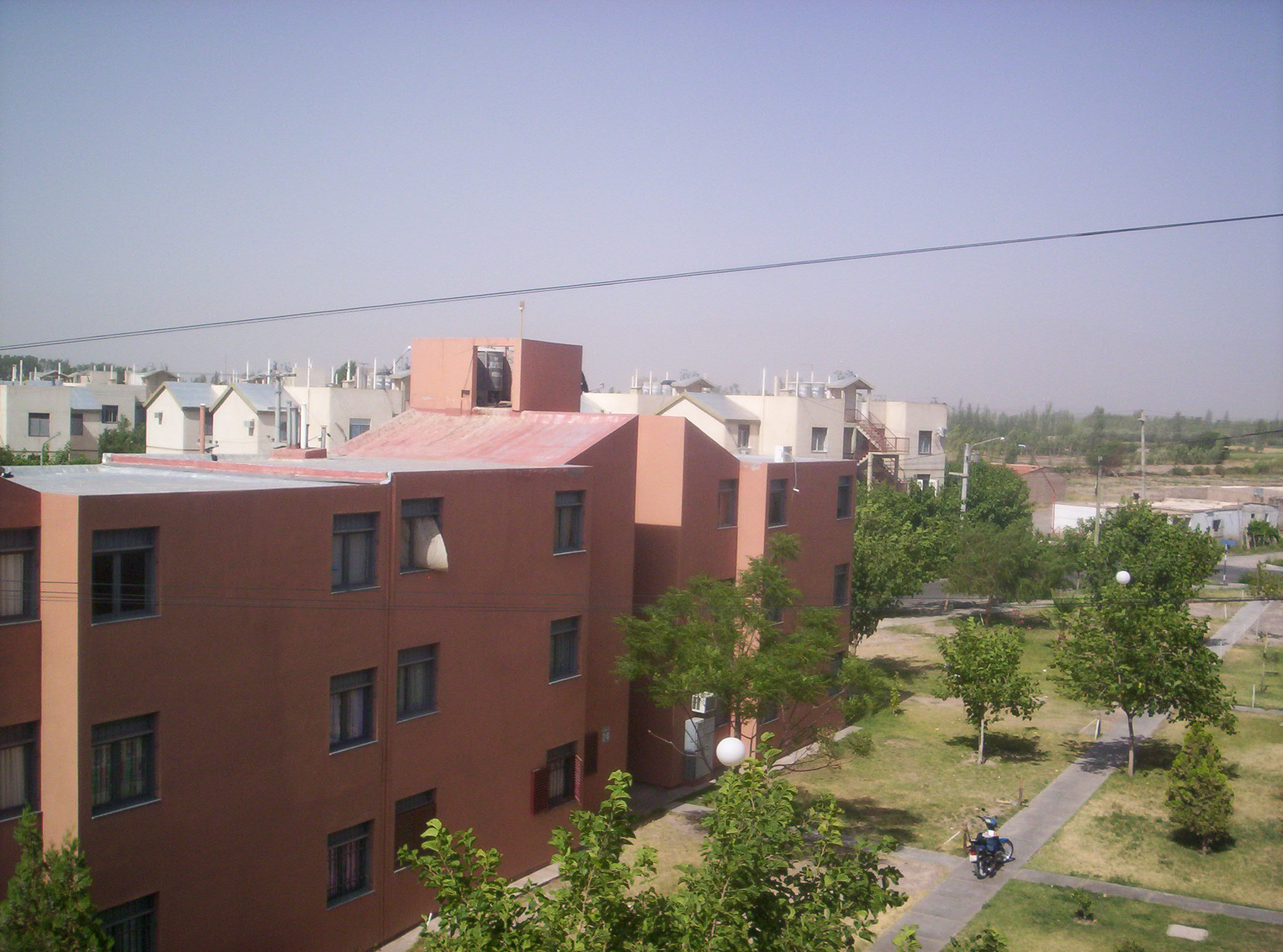
Vista de la zona oeste de Rawson, borde periurbano.

El ambiente urbano de Rawson se localiza en el área norte y es producto de la extensión de la Ciudad de San Juan, lo que lo hace parte del Gran San Juan, y de la creación y construcción de Villa Krause, a partir de una voluntad privada y estatal. En el paisaje urbano priman las edificaciones sismoresistentes con estilos arquitectónicos contemporáneos, las vías de comunicación van desde calles de barrios, calles principales, Rutas Provinciales y avenidas, con estado, generalmente, pavimentado. Es importante el arbolado público a orillas de las vías de comunicación que es irrigado a través de acequias (canales pequeños) que tienen el objetivo de sombrear al peatón que circula por veredas caracterizadas por su considerable amplitud. En lo que respecta a los espacios verdes, existen plazas, plazoletas y se destaca el Parque Provincial de Rawson como el pulmón verde más grande del departamento
En el área urbana rawsina prima uso residencial del suelo con un gran número de barrios y villas, entre los más antiguos se destacan el: Barrio Capitán Lazo, Barrio Residencial Rawson o Obrero Rawson, Barrio Güemes, generalmente, de clase media alta y baja construidos por parte de empresas privadas y por políticas estatales de viviendas. También es importante el uso comercial localizado en forma lineal sobre las principales calle y avenidas como por ejemplo en la Avenida España o en Villa Krause. El uso industrial, se localiza por mayoría, en forma lineal sobre la Autopista Acceso Sur, industrias beneficiadas, en su gran mayoría, con la política de la Promoción Industrial. Las fábricas elaboran productos alimenticios, de indumentaria, para construcción entre otros, también hay que destacar grandes industrias localizadas fuera de esta zona como: Frutos de Cuyo y Cerámica SCOP.
Esta área a partir de la aprobación de una Ley Provincial fue declarada ciudad, sin embargo dicha área es parte de la Ciudad de San Juan o Gran San Juan, no se trata de una ciudad aislada espacialmente y funcionalmente no presenta autonomía, puesto que esta fuertemente ligada y depende del área central de San Juan. El área urbana rawsina no posee un Distrito central de negocios lo suficientemente complejo como para competir con el que posee San Juan, aunque hay que destacar que Villa Krause, la cabecera departamental, posee un equipamiento de servicios que está después del que posee el área central del Gran San Juan.
El ambiente rural de este departamento ocupa mayor superficie que el urbano y en el prima el uso agrícola del suelo. La población se distribuye en forma dispersa o asilada, el único centro o localidad rural es Villa Bolaños, en la Colonia Médano de Oro, en donde hay una relativa tendencia a la concentración de la población.
En área rural de Rawson se practica una agricultura intensiva, con la plantación bajo riego de cultivos estacionales (hortalizas como cebolla, ajo, o espárragos) y perennes (como vid o oliva). El agua para riego se conduce mediante una serie de canales y acequias y en Rawson tiene dos orígenes: a partir del embalsamiento y posterior sistematización del Río San Juan y de la extracción del subsuelo a través de un sistema de bombeo mecánico.
En las últimas décadas se ha intensificado el proceso contraurbanización en el ambiente rural rawsino, principalmente en la Colonia Médano de Oro, con el desplazamiento del uso de suelo agrícola a partir de la construcción de viviendas secundarias o casas de fin de semana y de equipamientos para actividades recreativas. También es importante el consumo de suelo, con altos índices de productividad agrícola, por crecimiento urbano en el borde periurbano.
31°34′36″S 68°31′12″O / -31.57667, -68.52000

### Sismicidad
La sismicidad del área de Cuyo (centro oeste de Argentina) es frecuente y de intensidad baja, y un silencio sísmico de terremotos medios a graves cada 20 años en distintas áreas aleatorias.

### Terremoto de Caucete 1977
El 23 de noviembre de 1977, Caucete fue asolada por un terremoto y que dejó como saldo lamentable algunas víctimas, y un porcentaje importante de daños materiales en edificaciones.
El Día de la Defensa Civil fue asignado por un decreto recordando el sismo que destruyó la ciudad de Caucete el 23 de noviembre de 1977.
- Escala de Richter: 7,4
- 65 víctimas mortales
- 284 víctimas heridas
- más de 40.000 víctimas sin hogar. No quedaron registros de fallas en tierra, y lo más notable efecto del terremoto fue la extensa área de licuefacción (posiblemente miles de km²).

El efecto más dramático de la licuefacción se observó en la ciudad, a 70 km del epicentro: se vieron grandes cantidades de arena en las fisuras de hasta 1 m de ancho y más de 2 m de profundidad. En algunas de las casas sobre esas fisuras, el terreno quedó cubierto de más de 1 dm de arena.

#### Sismo de 1861
Aunque dicha actividad geológica ocurre desde épocas prehistóricas, el terremoto del 20 de marzo de 1861 señaló un hito importante dentro de la historia de eventos sísmicos argentinos ya que fue el más fuerte registrado y documentado en el país. A partir del mismo la política de los sucesivos gobiernos mendocinos y municipales han ido extremando cuidados y restringiendo los códigos de construcción. Pero solo con el terremoto de San Juan de 1944 del 15 de enero de 1944 (81 años) el gobierno sanjuanino tomó estado de la enorme gravedad sísmica de la región.

### Población

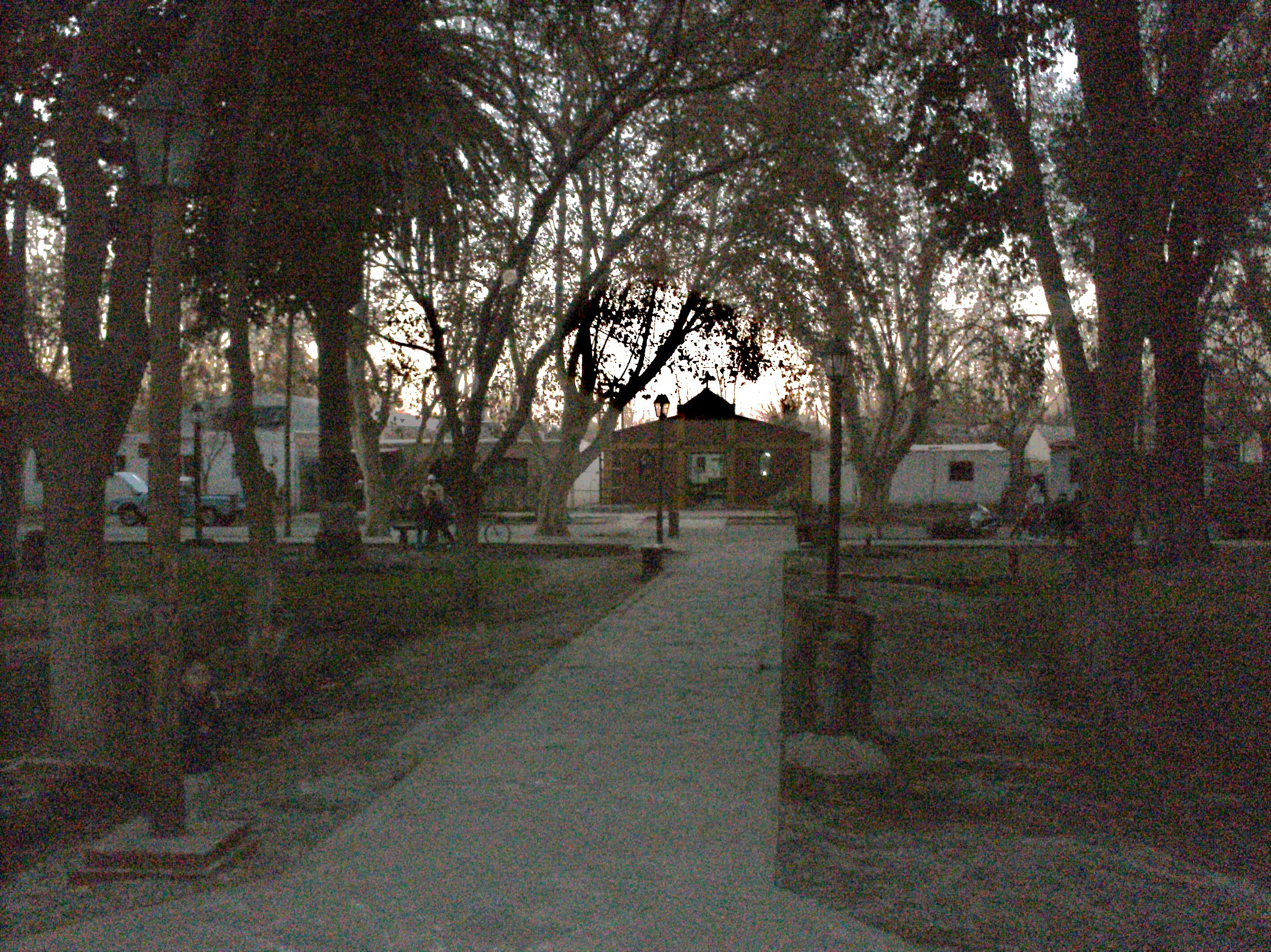
Vista del espacio verde principal de Villa Bolaños, Colonia Médano de Oro.

Desde 2010, es el departamento más poblado de la Provincia de San Juan.
Según el censo 2010 del INDEC cuenta con una población de 114.368 habitantes. 
Para el censo 2022 el departamento registró 136 617 habitantes; lo que representó un aumento en la cantidad de personas del 19,5% menor que el crecimiento poblacional provinciala situado en 20,8%. Estos datos le valieron al departamento retener la primera población  de la provincia.
Su población se concentra en el Norte, en la zona reconocida como Ciudad de Rawson, y otra parte se concentra, en minoría en el distrito de Médano de Oro y en la Villa Bolaños, en síntesis no presenta una muy buena distribución de población.

## Actividades económicas

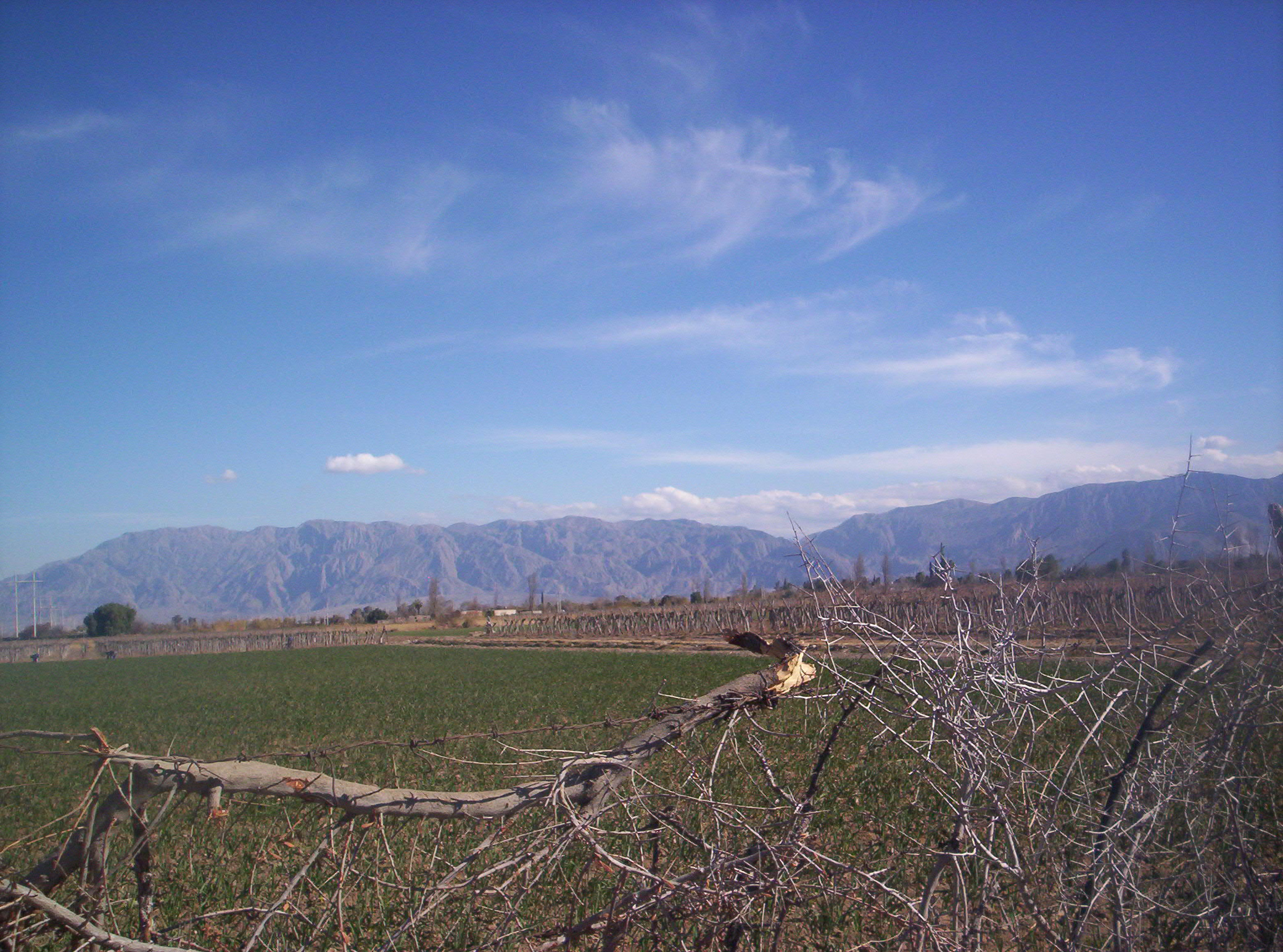
Plantaciones en la zona oeste Rawson.

En el departamento Rawson se desarrollan con más intensidad las actividades terciarias vinculadas, en forma mayoritaria, con el comercio y las administrativas relacionada con administración estatal.

### Actividades primarias
También se destaca una intensa actividad agrícola principalmente en el distrito de Médano de Oro,  donde se destacan plantaciones de espárragos, cebolla, papas, damasco, ciruelas y en la zona oeste del departamento numerosas plantaciones de vid. También se han destinado varias hectáreas para la producción hortícola y forestal.
El Departamento cuenta con un Mercado Concentrador de Frutas y hortalizas (lugar de comercialización de frutas y hortalizas), que es la más grande de toda la provincia, el mercado cuenta con cámaras frigoríficas y una cooperativa que empaca y exporta ajos, donde se realiza un intenso comercio de la producción local y Nacional.

### Actividades secundarias
Con respecto a la industria también es intensa y hay gran cantidad de fábricas entre las más destacadas se encuentra "Frutos de Cuyo" en donde se fabrican conservas de frutas y hortalizas y también se destacan varias por la ruta del acceso sur

### Actividades terciarias

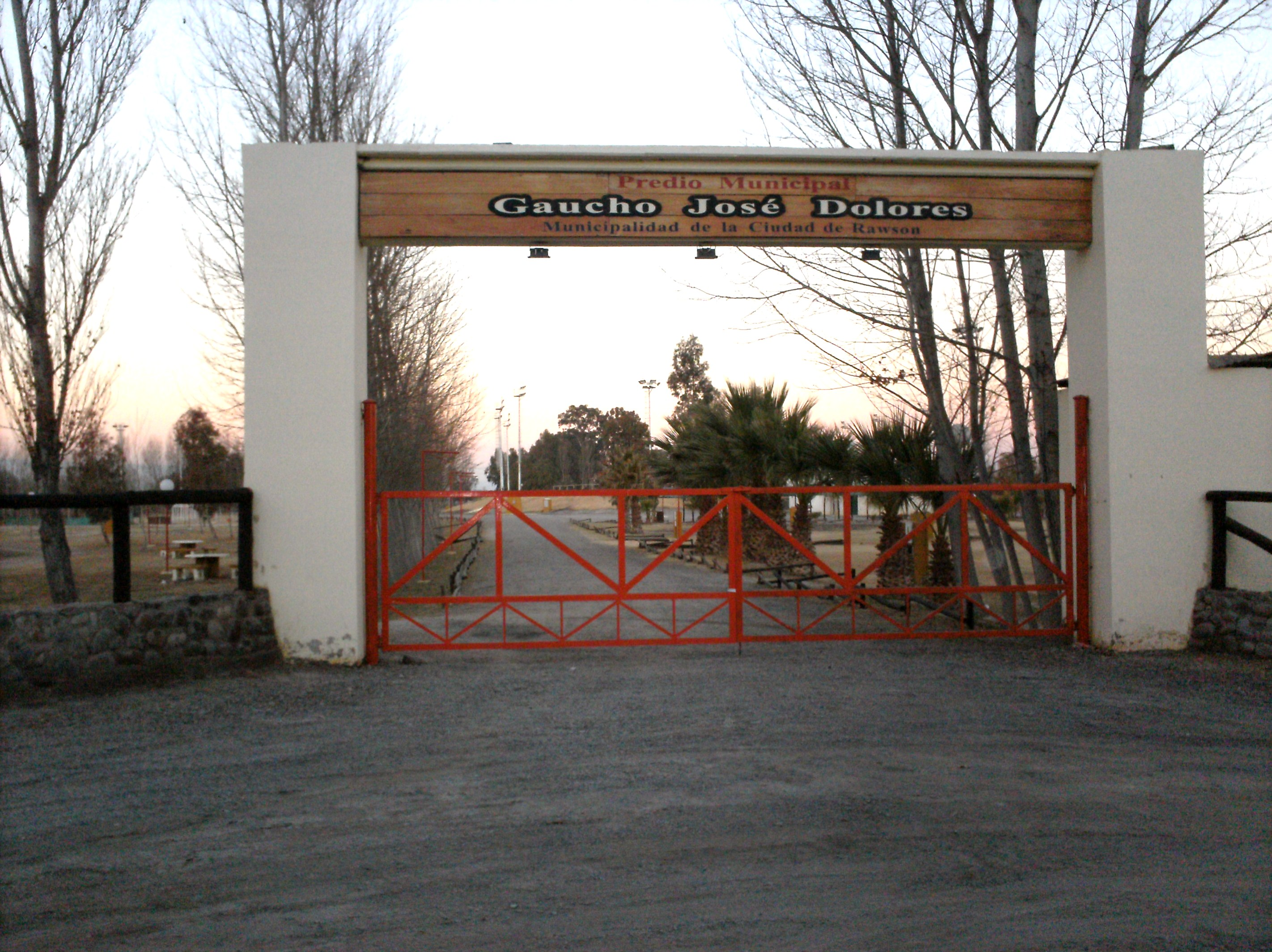
Vista de la entrada al predio Gaucho José Dolores, en Médano de Oro, lugar donde tiene lugar la mayoría de los eventos departamentales como la F.A.R.A y la Fiesta Nacional de Doma y Folklore Cuyano.

Rawson tiene como atractivos turísticos museos, importantes iglesias, santuarios populares, pista de karting y de bicicrós, casino, discotecas, fiestas, camping y numerosos lugares pintorescos. El Departamento cuenta con servicios de alojamiento, gastronomía y transporte. Para promocionar su producción, cultura y tradiciones, el Municipio organiza importantes festivales. Entre ellos está el Festival de la Doma y Folclore Cuyano, que se realiza en febrero, y la Fiesta Provincial del Carneo Español, en julio
- Santuario Gaucho José Dolores

En el lugar de la muerte del gaucho existe el santuario donde el visitante poda recorrer los tres sectores con que cuenta el santuario: la capilla, el salón de ofrendas y la sala especialmente acondicionada para prender y colocar las velas al santo popular.
José Dolores fue un hombre que dedicó su vida a ayudar a quienes lo necesitaban y por eso gana grandes amigos como también enemigos muy poderosos que daban cualquier cosa por perjudicarlo.
Cantor, guitarrero, muy buen domador y con un muy buen ojo para rastrear animales perdidos y sobre todo muy querido por lo más pobres
- Santuario y Gruta de Fátima

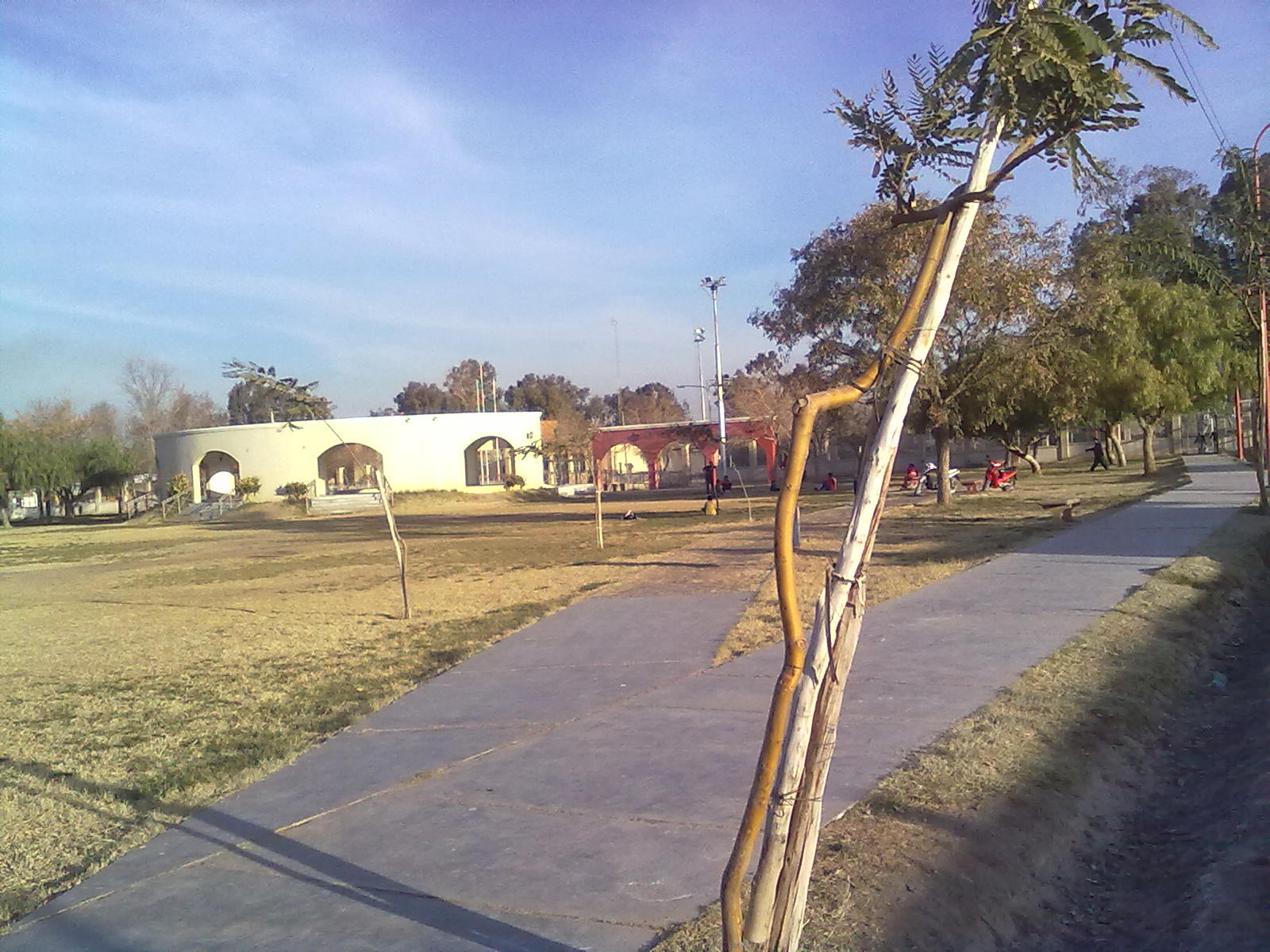
Vista del Parque Provincial de Rawson, el espacio verde más importante del departamento.

Edificada originalmente en 1946, se ubicaba dentro del denominado Barrio Obrero del departamento, pero a causa de la construcción de un centro de salud en ese terreno se tuvo que trasladar a su ubicación actual en la calle General Acha cerca del empalme con la Ruta 40. Posterior a eso se construyeron la capilla y luego la gruta actual. Los materiales para la construcción de la capilla (madera, cartón prensado, chapa, etc.) fueron donados por la Iglesia Catedral Emergente, que funcionó en la plaza 25 de mayo, ya que el terremoto del 1944 devastó el edificio central.

Lo más llamativo del lugar es la Gruta que se levanta al costado del templo. La imagen de la Virgen de Fátima se encuentra rodeada por un muro de piedra tipo coral color marrón y está acompañada por sus pastorcitos. Debajo, en una especie de cueva se pueden dejar velas. En el centro del predio, se erige una fuente con un ángel.
Miles de fieles concurren anualmente al lugar, especialmente en los días cercanos al 13 de octubre, día de Nuestra Señora de Fátima, cuando la Virgen es venerada con una peregrinación de la que participan cientos de personas provenientes de los distintos puntos de la provincia.
Fue declarada Patrimonio Arquitectónico Municipal y Monumento Histórico Cultural Provincial, en el 2004 cumplió 50 años y aún mantiene sus materiales de construcción de aquella época (algunas de sus paredes laterales son de cartón prensado).
Debido a la concurrencia de mayor gente al lugar, a finales de los 90 se empezó la construcción de un nuevo templo mayor de arquitectura semejante a la colonial, quedando paralizada por completo en 2003. En 2009 se siguió la construcción debido a las campañas de financiación de los fieles del lugar y finalmente fue inaugurada el 13 de octubre de 2010 pasando a nombrarse como Santuario Arquidiocesano Provincial. Su actual templo se encuentra en el lado norte a la capilla original donde su fachada se encuentra conectada con el campanil del lugar y junto a ella una sala de adoración perpetua construida en 2015.
- Museo Mariano Gambier

El museo posee valiosas piezas y testimonios de las culturas aborígenes que poblaron el territorio provincial. La pieza más preciada que posee el museo corresponde al cuerpo naturalmente momificado de un chasqui incaico, conocido como "Momia del Cerro El Toro”, descubierto a 6100 m s. n. m., el 26 de enero de 1964, por una expedición del Club Andino Mercedario y rescatada un mes después.
Se exhiben en sus ocho salas los restos de las distintas culturas,  esto se completa con reconstrucciones a escala natural de las viviendas, cultivo y pinturas rupestres.
El museo cuenta también con un centro de investigación y la mayoría de las piezas que se exhiben son de sus propias excavaciones.
- Casino de Rawson

Con la más elevada performance, tanto en Casino Tradicional como Electrónico, le coloca un marco sutil y formal a una atomósfera que invita a la alegría. Con un servicio particular, una infraestructura moderna y exclusiva, el Casino del Parque Rawson es el lugar inevitable, si lo que se busca es duplicar las emociones, apostando a la diversión y a los buenos momentos.
Cuenta con mesas de ruleta, de black jack, de punto y banca, de póker caribeño, ruletas electrónicas, y máquinas tragamonedas y video póker."